# 墨西哥飲食

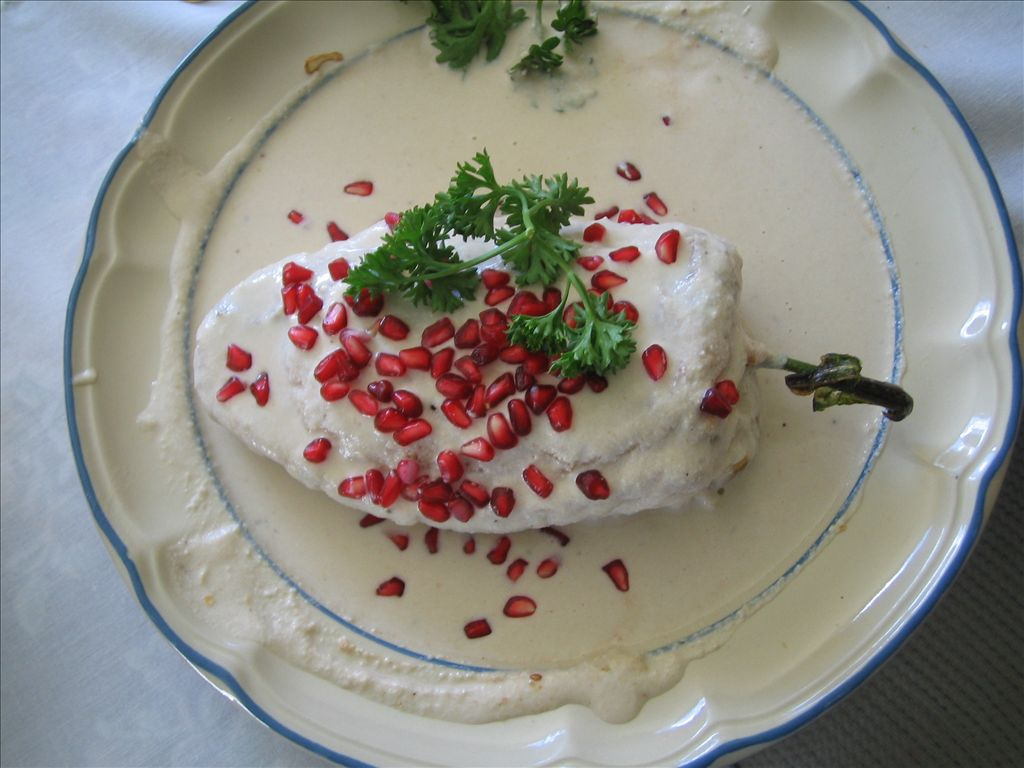
墨西哥流行菜Chiles en nogada

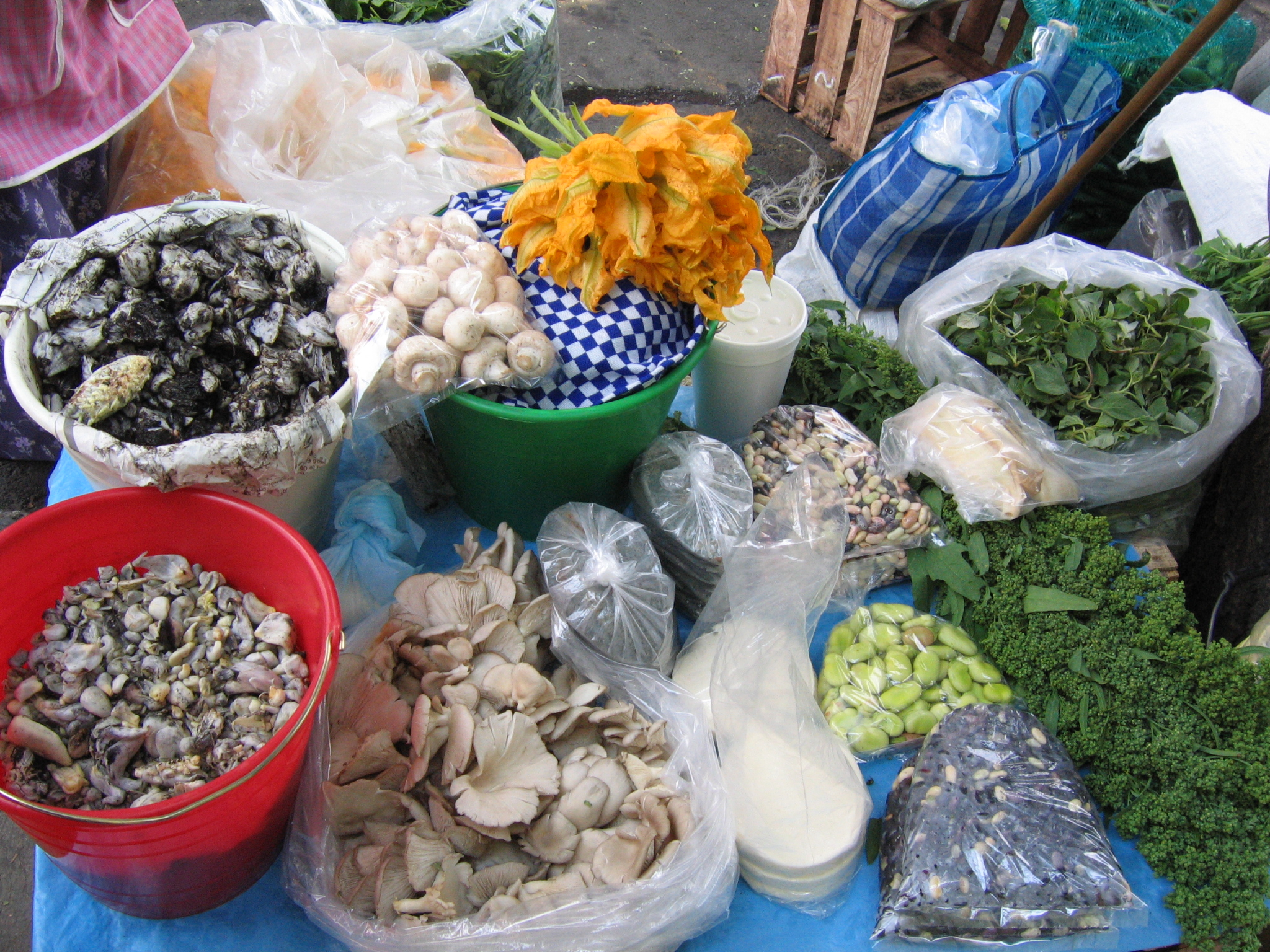
墨西哥市場上的食材

墨西哥菜，是墨西哥國家美食的總稱，在歷史上接受瑪雅文明和阿茲提克文明的滋養，配合西班牙帶來的各種歐洲菜，在14～19世紀融合出獨具風格的美味料理，於2010年被評為人类非物质文化遗产代表名录之一。
墨西哥因為地處美洲，所以和歐洲人不同，主食以玉米、豆类和辣椒為主，墨西哥亦是世界上多種辣椒的原產地，帶有辣椒的料理非常之多，其中特別辣的墨西哥菜有一個專有名詞，叫做墨西哥辣菜(Chipotle)。墨西哥也有大量食用驯化动物的肉，例如牛肉、猪肉、鸡肉、绵羊肉、山羊肉，以及奶制品（特别是羊駝奶酪）、蔬菜、香料。
16世纪開始，欧洲人在征服阿兹特克帝国后添加了非常多的料理手法和食物种类，西班牙殖民者原本想徹底把墨西哥的飲食結構改為歐洲人的那樣，但均未果，此後殖民地的民間人士開始自行把歐式料理和原住民料理融合。同時，非洲菜和亚洲菜也在此时期影响墨西哥，因为非洲黑奴和亞洲勞工不斷遷入墨西哥，這讓墨西哥料理的包含範圍更加廣大 。直至今日，墨西哥菜已經獨立發展出自己的特色，甚至在墨西哥各地都有顯著的文化區別，最重要的例子是在特殊节日下使用的“莫雷醬”，是墨西哥中南的醬類代表。此外一些大城，例如奥哈卡、维拉克鲁斯和尤卡坦半岛也有各自的醬料和料理方式。

## 著名菜肴
- 墨西哥薄餅
- 墨西哥捲餅
- 墨西哥夾餅
- 凱撒沙拉
- 墨西哥烤肉
- 墨西哥玉米片
- 墨西哥粽

## 文献
- Abarca, Meredith E. . College Station, TX, USA: Texas A&M University Press. 2006. ISBN 9781585445318.
- Adapon, Joy. . Oxford: Berg Publishers. 2008. ISBN 978-1847882134.
- Iturriaga, José N.  [The Culture of Snack/Street Food]. Mexico City: Editorial Diana. 1993. ISBN 968 13 2527 3 （西班牙语）.
- Luengas, Arnulfo.  [The Cuisine of the National Bank of Mexico]. Mexico City: Fomento Cultural Banamex. 2000. ISBN 968 7009 94 2 （西班牙语）.
- Malat, Randy (编). . Barbara Szerlip. Petaluma, CA, USA: World Trade Press. 2008. ISBN 978-1885073914.
- Pilcher, Jeffrey M. Planet Taco: A Global History of Mexican Food (Oxford University Press, 2012) online review （页面存档备份，存于）
- Pilcher, Jeffrey M. Que Vivan Los Tamales! Food and the Making of Mexican National Identity (1998)